# Hiela
Hiela est un village situé dans le département de Boura de la province de Sissili dans la région du Centre-Ouest au Burkina Faso.

## Géographie
Hiela se trouve au sud-ouest de Bozo, à la frontière avec le Ghana.